# Dépression de l'Afar
Pour les articles homonymes, voir Afar.

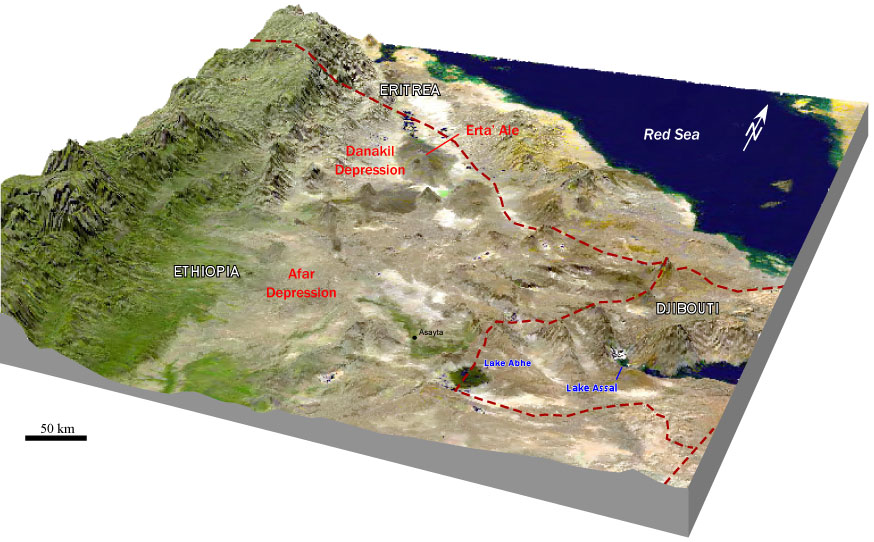
Vue en perspective, texturé par une image satellite et légendé du relief de la dépression de l'Afar vue depuis le sud-est.

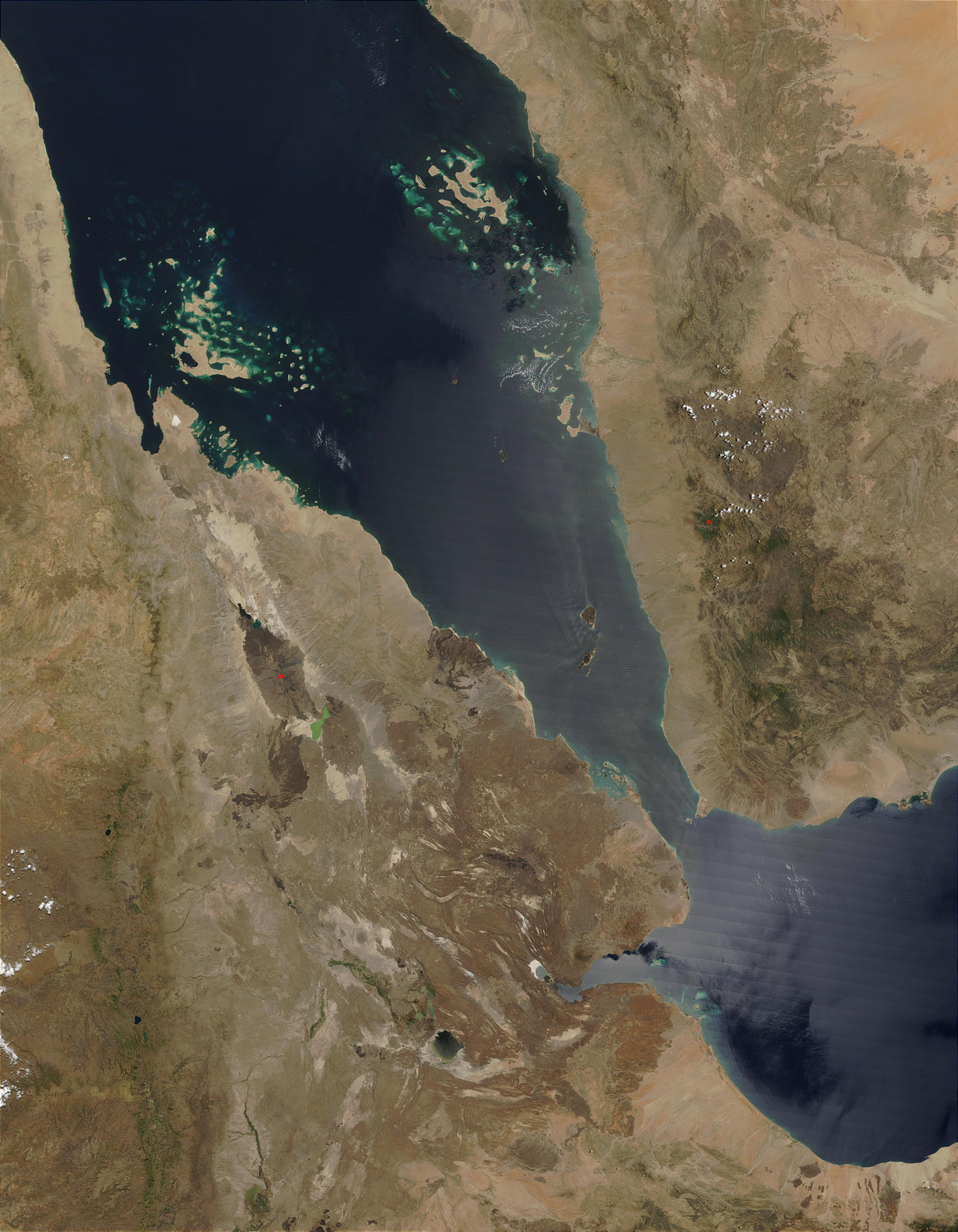
Image satellite de la dépression de l'Afar et de ses environs.

La dépression de l'Afar, également appelée triangle de l'Afar, ou encore Danakil ou Dancalie du nom de sa région septentrionale située sous le niveau de la mer, est une dépression située en Afrique de l'Est. Elle est la manifestation d'une jonction triple formée par le rift est-africain au sud-ouest, la mer Rouge au nord et le golfe d'Aden à l'est,. La partie nord de la dépression Afar est connue sous le nom de dépression de Danakil ou de dépression de Dancalie. La région est le lieu de découvertes paléontologiques importantes.

## Géographie

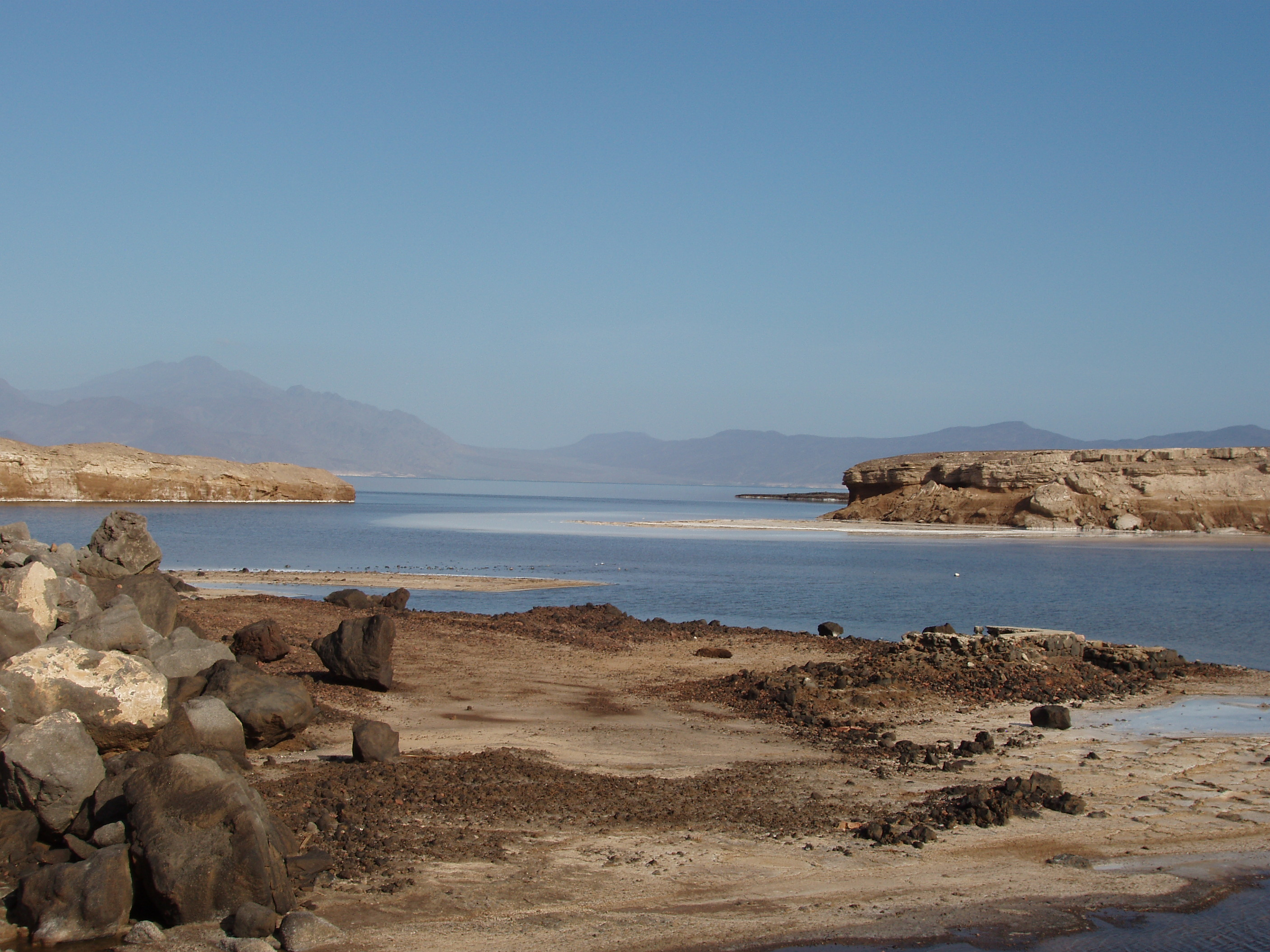
Rivages du lac Assal à Djibouti.

### Situation
D'une superficie approximative de 4 000 km2 (100 × 40 km) pour sa partie sous le niveau global des océans, la dépression de l'Afar est majoritairement située dans l'est de l'Éthiopie mais couvre aussi le centre de l'Érythrée, le sud de Djibouti et l'extrême nord-ouest de la Somalie.

### Topographie
Atteignant 155 mètres sous le niveau de la mer au lac Assal et bordée par des montagnes et des falaises culminant à plus de 4 000 mètres d'altitude, la dépression de l'Afar se présente sous la forme d'un large effondrement triangulaire dont l'altitude diminue en allant vers le nord et l'est. Elle est connectée à la vallée du Grand Rift au sud-est, au golfe d'Aden via le golfe de Tadjoura à l'est et à la mer Rouge au nord,.
Le plus grand cours d'eau de la dépression est l'Awash qui prend sa source dans les plateaux éthiopiens, coule vers le nord et forme une série de lacs salés dont le lac Abbe, le plus grand de la région.

## Géologie

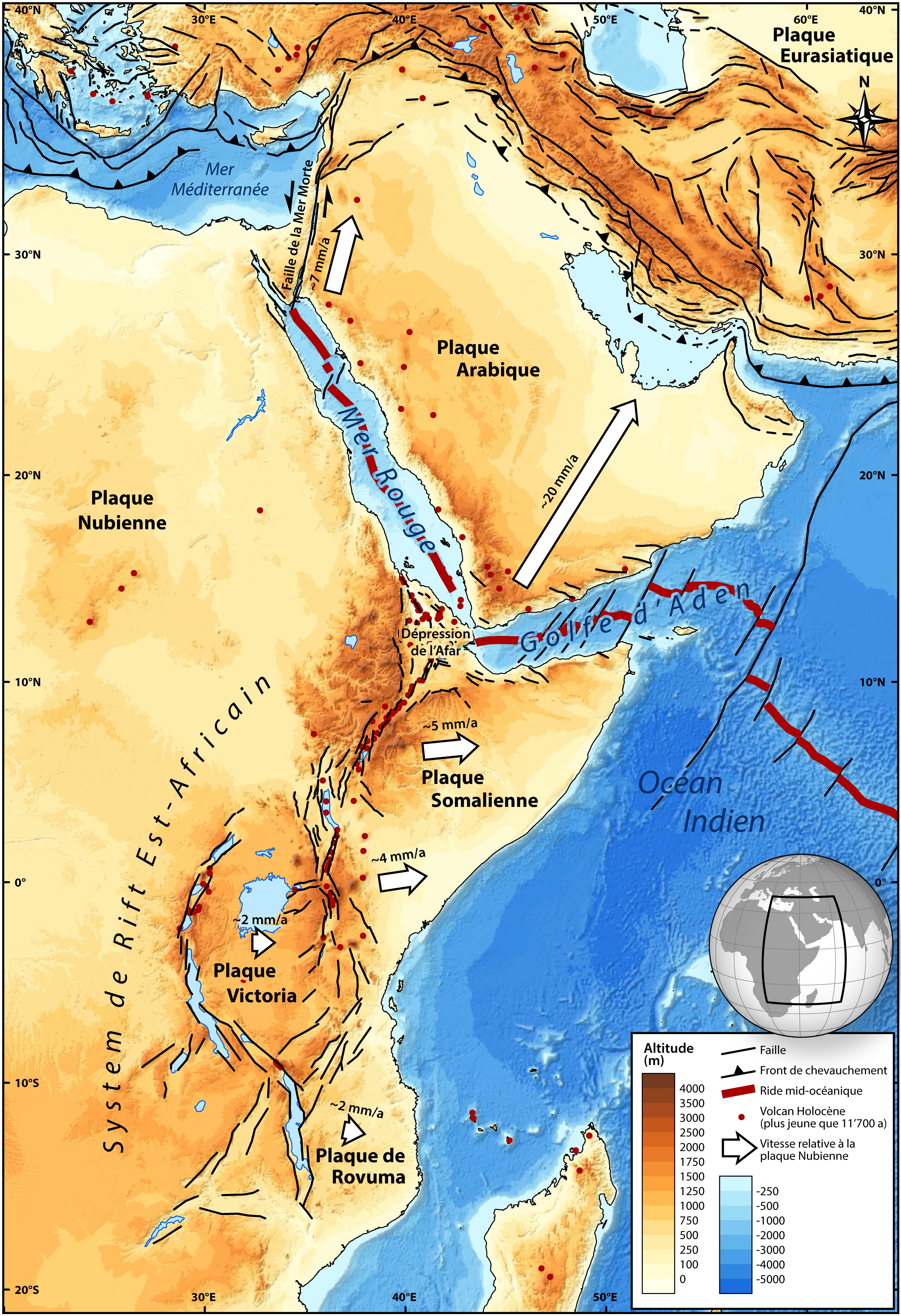
Carte tectonique des systèmes de rift Afro-Arabiques. La dépression de l'Afar est située à la jonction de la mer Rouge, du golfe d'Aden, et du rift est-africain.

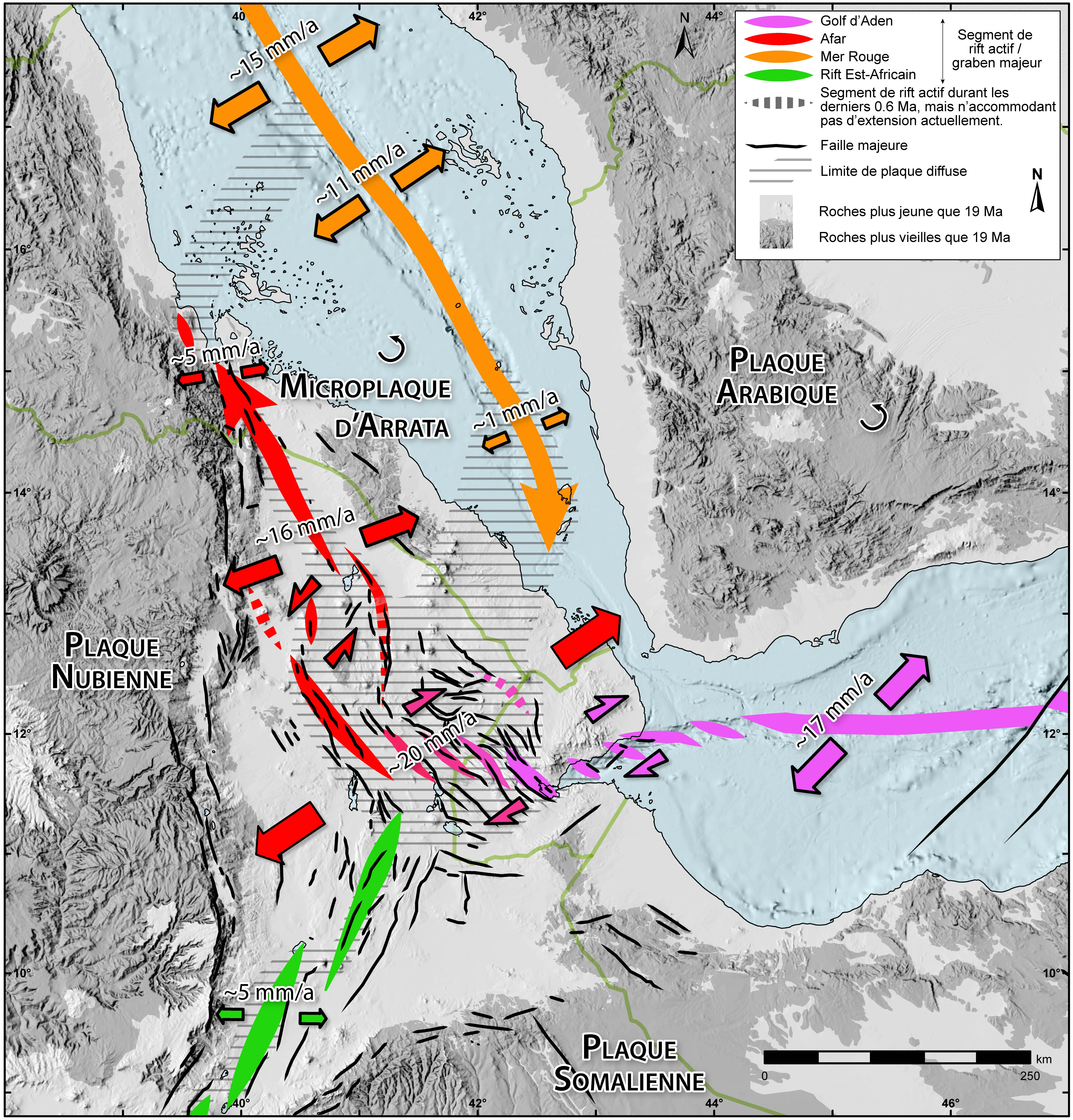
Carte tectonique de la dépression de l'Afar, montrant la configuration des plaques tectoniques, les vitesses d'extension, ainsi que les segments de rift actifs.

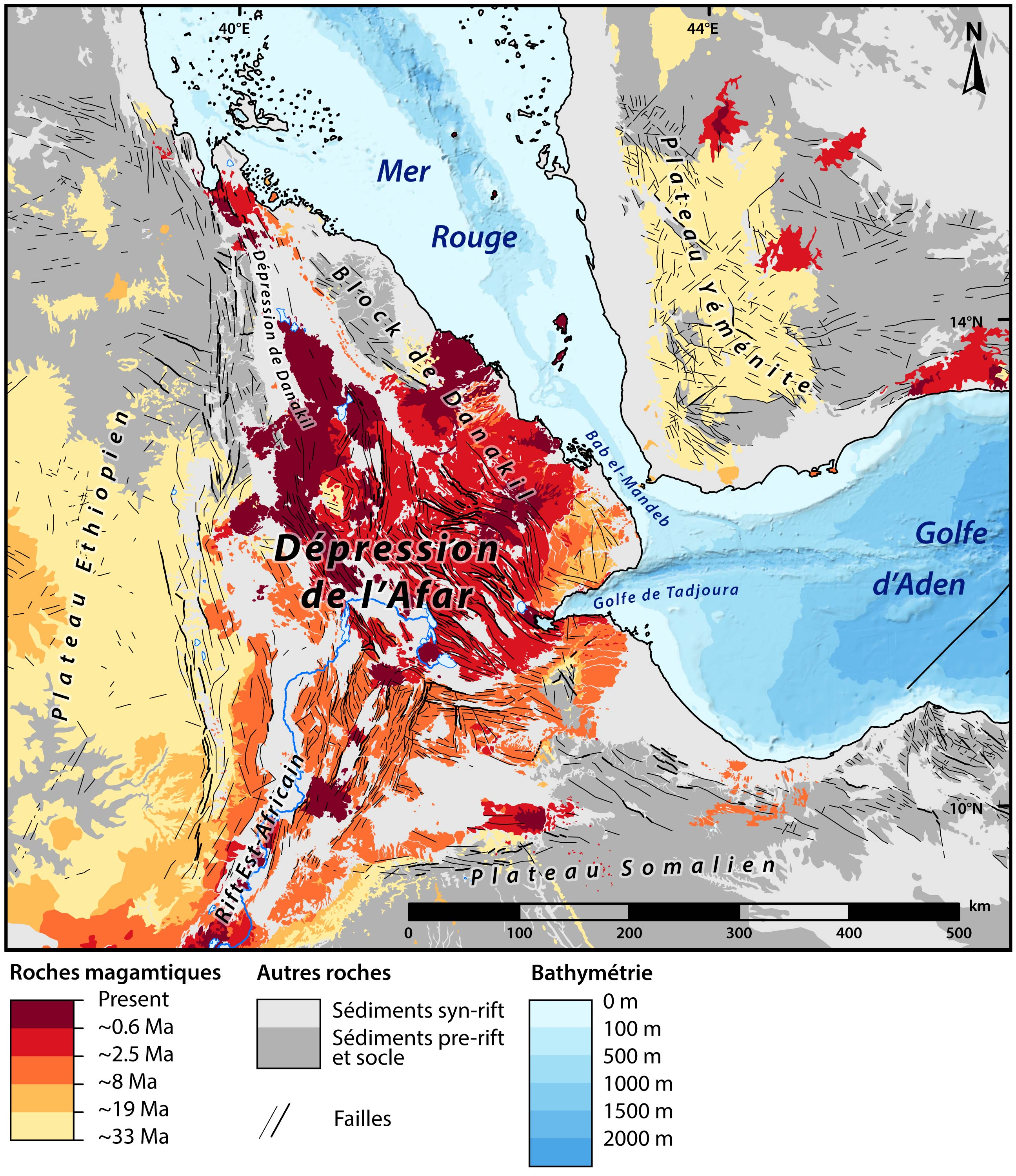
Carte géologique de la dépression de l'Afar montrant la répartition des roches magmatiques des plus vieilles (en jaune) aux plus récentes (en rouge foncé), ainsi que les failles tectoniques.

La dépression de l'Afar est un point triple (la jonction triple de l'Afar) où les rifts de la mer Rouge et du golfe d'Aden interagissent avec le rift est-africain. Ces rifts sont causés par le mouvement relatif des plaques arabique et somalienne par rapport à la plaque nubienne. La plaque arabique se déplace en direction du nord-est à une vitesse d'environ 20 mm par an, et la plaque somalienne se déplace en direction de l'est à environ 5 mm par an.
À plus petite échelle, la tectonique de la dépression de l'Afar est plus complexe. La microplaque Danakil (en) (aussi appelée microplaque d'Arrata) transporte un bloc continental, le bloc de Danakil, entre l'Afar et la mer Rouge. Cette plaque a une rotation antihoraire, ce qui cause la lente propagation vers le nord du rift de l'Afar, et vers le sud du rift de la mer Rouge. 
Il y a 40 Ma, la remontée active du manteau asthénosphérique, qui correspond à un panache mantellique, vient s'écraser à la base de la lithosphère, à l'aplomb de la région de l'Afar. Cette remontée est associée à un volcanisme de point chaud qui engendre il y a 30 Ma une épaisse série de trapps (trapps éthiopiens et trapps du Yémen). Cette série accumulée sur plusieurs centaines voir milliers de mètres d'épaisseur,,, et sur une superficie de 500 000 km2 (à peu près la superficie de la France). Ces intrusions magmatiques ont affaibli la croûte continentale et ont permis le début de la séparation entre les plaques Nubienne et Arabique,. La fracturation débuta il y a 28 Ma dans la région de l'Afar. Entre 13 et 8 Ma, la région fut marquée par une réorganisation tectonique majeure. La microplaque Danakil (en) se mit à pivoter, ce qui stoppa l'activité tectonique dans la région de Bab-el-Mandeb et causa la propagation du rift vers le nord, dans la dépression de Danakil. À la même période, l'extension de la partie septentrionale du rift est-africain débuta, formant la plaque somalienne et transformant la région de l'Afar en un point triple. C'est ce mouvement de trois plaques tectoniques dans trois directions différente qui causa l'amincissement de la croûte continentale, sa subsidence, et qui donna sa forme triangulaire à la dépression de l'Afar. 
Pendant l'extension, le volcanisme est resté très important dans la partie centrale de la dépression, accumulant des kilomètres de roches volcaniques, principalement des basaltes,,. De telles quantités de roches magmatiques s'ajoutèrent à la croûte, en surface par volcanisme, mais aussi dans la croûte avec des intrusions ainsi qu'à la base de la croûte (magmatic underplating (en)), que celle-ci ne s'amincit pas autant qu'un rift habituel,,. C'est pour cette raison que la région de l'Afar est la seule partie du système du golfe d'Aden et de la mer Rouge qui n'a pas de croûte océanique normale. À cause de cette importante activité volcanique, certains chercheurs font même l'hypothèse que la région de l'Afar central ne formera jamais une croûte océanique normale, mais un plateau océanique, tel que celui sur lequel repose l'Islande. 
L'activité volcanique et tectonique est encore très intense dans la dépression. Dans différentes régions de l'Afar, l'extension est accommodée soit par des mouvements de failles, soit par des intrusions magmatiques,. Les failles forment un système complexe de horsts et de grabens,, qui s'observe facilement sur des photos aériennes grâce à l'environnent désertique de la région. Les intrusions magmatiques forment des dykes qui peuvent parfois atteindre la surface et causer des éruptions volcaniques,,. Ces deux processus peuvent causer des tremblements de terre qui peuvent atteindre une magnitude de 6 et causer d'importants dégâts. En 2005, une importante crise magmatique et tectonique dans la région de Dabbahu, causant jusqu'à 8 m d'extension et l'intrusion de 2.5 km3 de lave en deux semaines,. Si l'on considère un taux d'extension d'environ 20 mm par an dans la région, ces 8 m d'extension correspondent à 400 ans d'accumulation de contrainte dans la croûte. 
Dans la partie nord de la dépression de l'Afar, appelé la dépression de Danakil, l'activité volcanique fut moins importante jusqu'il y a environ 0.6 Ma. La croûte a ainsi pu plus s'affiner que dans l'Afar central, ce qui a permis la formation d'un basin situé sous le niveau de la mer. Cela permis à la mer Rouge d'inonder la dépression de Danakil durant au moins 4 épisodes de niveau marin élevé pendant le Pléistocène,. La dernière de ces inondation a eu lieu il y a environ 130'000 ans,. Ces inondations sont démontrées par la présence de récifs coralliens fossiles,, ainsi que par les épais (>500 m) dépôts d'évaporites (principalement de la halite, i.e. du sel) présents dans la partie centrale de la dépression,. 
Le volcanisme est très actif dans la dépression avec la présence de très nombreux volcans rouges émettant des laves fluides, généralement basaltiques, au cours d'éruptions effusives dont l'Erta Ale – qui contient de manière plus ou moins permanente un lac de lave –, le Dallol et ses concrétions et sources chaudes, et l'Ardoukôba, dont la première et dernière éruption remonte à 1978. Certains des édifices volcaniques de l'Afar (notamment la chaîne de l'Erta Ale, ou le segment de Dabbahu-Manda Hararo) ont des caractéristiques pétrologiques, géochimiques et géophysiques qui ressemblent à celles des dorsales médio-océaniques. Cependant, plusieurs différences subsistent. La croûte de l'Afar est notamment encore nettement plus épaisse qu'une croûte océanique classique. On parle donc plutôt, pour le cas de l'Afar, d'une croûte transitionnelle,,. La dépression de l'Afar demeure cependant la partie immergée de la planète où l'on peut observer le rift le plus proche de son état d'océanisation.

## Climat
La dépression de l'Afar est une des zones les plus chaudes, les plus arides et les plus stériles du globe. Les précipitations moyennes annuelles y sont très faibles et les températures moyennes très élevées, ce qui fait de cette région un désert, le désert Danakil. De plus, les sols sont relativement pauvres, surtout dans les parties basses de la dépression et dans les zones volcaniques, en raison de la présence de lave et d'eau de mer qui s'infiltre et s'évapore en laissant des dépôts de sels.La région de Dallol, située dans la dépression de l’Afar, représente l’un des climats les plus extrêmes et les plus singuliers de la planète. Elle se caractérise par une chaleur permanente : les températures y sont quasiment toujours supérieures à 35 °C, fréquemment au-delà de 40 °C, et peuvent dépasser les 50 °C durant les pics les plus intenses. Cette situation place Dallol parmi les zones les plus chaudes jamais mesurées au monde, comparables aux 56,7 °C enregistrés dans la Vallée de la Mort (Californie), aux 56,0 °C d’El Azizia (Libye) (mesure ancienne et controversée), aux 55,0 °C de Kébili (Tunisie), 51.3 °C à Ouargla (Algérie) aux 54,0 °C de Mitribah (Koweït), ou encore aux 53,9 °C de Turbat (Pakistan).
Contrairement à ces régions où le climat hivernal peut être rigoureux — avec des gels fréquents et des températures minimales descendant sous 0 °C —, Dallol ne connaît ni hiver froid, ni gel. Les températures minimales y restent exceptionnellement élevées toute l’année, rarement inférieures à 20 °C, y compris durant la nuit. La température maximale moyenne du mois le plus froid est estimée à environ 36 °C, ce qui en fait le désert habité le plus chaud du monde en moyenne annuelle. 
Cette singularité climatique distingue Dallol des grands déserts de la planète, tels que le Sahara, le désert de Sonora et le désert des Mojaves (États-Unis), le désert de l’Atacama (Chili), le désert de Gobi (Chine et Mongolie), le désert d’Arabie, ou encore le grand désert de Victoria (Australie), où les températures hivernales peuvent régulièrement descendre au-dessous de 0 °C. À l’opposé, Dallol présente une stabilité thermique extrême, une pluviométrie quasi nulle et des conditions désertiques hyperarides, en faisant un analogue terrestre privilégié pour l’étude d’environnements potentiellement similaires à ceux de la planète Mars.

## Site paléontologique
Les eaux de ruissellement en provenance des hauts plateaux et les sources hydrothermales consécutives aux éruptions volcaniques, ont contribué à la formation de nombreux lacs dans la vallée du Grand Rift et l'Afar, favorisant une faune de bord de lac venant s'abreuver. Ce milieu de sédimentation rapide facilite la fossilisation et les couches de basalte marquant chaque éruption volcanique, permettent de dater ces fossiles. « Les couches de sédiments accumulées depuis plusieurs millions d’années ont constitué un « piège à fossiles » très efficace, que les mouvements tectoniques ont ensuite basculé par endroits, amenant en surface des ossements qui, sans cela, n’auraient probablement jamais été découvert », ce qui fait de ce rift « un terrain de chasse rêvé pour les paléontologues ». Le grand nombre de sites fossilifères dans la région témoigne de crues qui auraient charrié de nombreux cadavres avant de les recouvrir de sédiments, expliquant la concentration de fossiles en un même site. Au sein du rift, l'Afar reste une région d’intérêt majeur pour les paléontologues travaillant sur l’évolution des hominidés. De nombreux fossiles y ont été découverts, dont des spécimens d'Ardipithecus ramidus et d'Ardipithecus kadabba ; le crâne d'hominidé appelé crâne de Gawis (en) ; des outils en pierre parmi les plus anciens du monde. Hadar, le site de Lucy, spécimen fossilisé d'Australopithecus afarensis, et Dikika, le site de l'enfant fossilisé Selam, un hominine également de l'espèce Australopithecus afarensis, se trouvent dans la dépression de l'Afar.

## Volcanologie
La dépression de l'Afar est étudiée par Haroun Tazieff dès la fin des années 1960 et il en sort un ouvrage intitulé L'Odeur du soufre et sous-titré Expéditions en Afar.
La dépression est traversée par un axe de volcans actifs, témoins de la montée du magma à travers les fractures de la croûte terrestre. Ce rift volcanique comprend plusieurs centres éruptifs notables, dont le mont Dallol, qui a abrité jusqu’à la fin des années 1960 une exploitation industrielle du soufre. Plus au sud, le volcan Gada Ale marque l’extrémité du lac Assal. Erta Ale est réputé pour son lac de lave permanent, logé dans une caldeira formée lors d’éruptions antérieures.
L’instabilité tectonique de la région se manifeste aussi par une sismicité élevée. Entre 1950 et 1977, près de 600 séismes ont été enregistrés dans la région afar, dont 218 dans l’escarpement nord. En 1961, environ 4000 secousses ont été relevées autour de Karakore. Des épisodes sismiques marquants ont provoqué des fissurations du sol et des modifications du relief, comme en 1952 et 1967 dans la région d’Assale, en 1965 et 1969 à Sardo, ou encore en 1971 à Gewane.

## Histoire

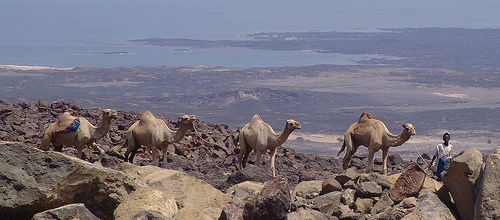
Chamelier au-dessus du lac Assal à Djibouti.

Les différences environnementales entre les hauts plateaux éthiopiens et la dépression « définissent approximativement une frontière traditionnelle économique, politique et culturelle entre deux mondes que tout semble séparer : l’Abyssinie agraire, sédentarisée, étatisée, christianisée ; l’Afar pastoral, nomade, clanique, islamisé ».